# Highton Glacier
Highton Glacier är en glaciär i Antarktis. Den ligger i Sydshetlandsöarna. Argentina, Chile och Storbritannien gör anspråk på området. Highton Glacier ligger 83 meter över havet.
Terrängen runt Highton Glacier är bergig. Havet är nära Highton Glacier österut.  Trakten är obefolkad. Det finns inga samhällen i närheten. 